# Anacario
Anacario  è un nome proprio di persona italiano maschile.

## Varianti
- Maschili: Aunacario
  - Ipocoristici: Ario
- Femminili: Anacaria[2]

### Varianti in altre lingue
- Catalano: Anacari[3]
- Francese: Anachaire, Aunachaire, Aunaire
- Germanico: Aunachar[4]
- Latino: Anacharius[1], Aunacharius, Aunarius[4]
- Spagnolo: Anacario[3], Aunacario

## Origine e diffusione
Nome estremamente raro, ripreso da quello di un santo vescovo del VI secolo, Aunacario o Anacario; si tratta di un nome di origine germanica, composto da aun (elemento dal significato ignoto) e da hari ("esercito"). 
Gli vengono però spesso date origini greche, col significato di "grazioso", "non senza grazia" (da Anacharios, apparentemente da χαρις, charis, "grazia", con una doppia alfa privativa), oppure ipotizzando una connessione con l'avverbio ανάκαρ (anakar, "in su", "verso l'alto").

## Onomastico
L'onomastico si può festeggiare il 25 settembre in memoria di sant'Aunacario o Anacario, confessore e vescovo di Auxerre.

## Persone
- Aunacario di Auxerre, vescovo e santo franco